# ビル・ポープ
ビル・ポープ（Bill Pope, 1952年6月19日 - ）は、アメリカ合衆国の撮影監督。『マトリックス』3部作やサム・ライミ監督作品への参加で知られる。アメリカ撮影監督協会の会員である。

## フィルモグラフィ
- ダークマン Darkman （1990年）
- クローゼット・ランド Closet Land （1991年）
- キャプテン・スーパーマーケット Army of Darkness （1992年）
- ファイヤー・イン・ザ・スカイ/未知からの生還 Fire in the Sky （1993年）
- ブランク・チェック/100万ドル大作戦! Blank Check （1994年）
- クルーレス Clueless （1995年）
- バウンド Bound （1996年）
- グリッドロック Gridlock'd （1997年）
- ゼロ・エフェクト Zero Effect （1998）
- フリークス学園 Freaks and Geeks （1999年） 第1話「ダンスパーティーの夜」のみ
- マトリックス The Matrix （1999年）
- 悪いことしましョ! Bedazzled （2000年）
- マトリックス・リローデッド The Matrix Reloaded （2003年）
- マトリックス・レボリューションズ The Matrix Revolutions （2003年）
- スパイダーマン2 Spider-Man 2 （2004年）
- チーム★アメリカ/ワールドポリス Team America: World Police （2004年）
- スパイダーマン3 Spider-Man 3 （2007年）
- ザ・スピリット The Spirit （2008年）
- スコット・ピルグリムVS.邪悪な元カレ軍団 Scott Pilgrim vs. the World （2010年）
- メン・イン・ブラック3 Men in Black III （2012年）
- マーヴェリックス/波に魅せられた男たち Chasing Mavericks （2012年）
- ワールズ・エンド 酔っぱらいが世界を救う! The World's End （2013年）
- ジャングル・ブック The Jungle Book （2016年）
- ズーランダー NO.2 ZOOLANDER 2（2016年）- 追加撮影・撮影監督
- ベイビー・ドライバー Baby Driver （2017年）
- アリータ: バトル・エンジェル Alita: Battle Angel （2018年）
- クエスト・オブ・キング 魔法使いと4人の騎士 The Kid Who Would Be King （2019年）
- チャーリーズ・エンジェル Chalie's Angels（2019年）
- ボーイズ・イン・ザ・バンド The Boys in the Band (2020年)
- シャン・チー/テン・リングスの伝説 Shang-Chi and the Legend of the Ten Rings（2021年）
- アントマン&ワスプ:クアントマニア Ant-Man and the Wasp: Quantumania（2023年）